# 伊万·夸德拉多
伊万·哈维尔·夸德拉多·阿隆索（Ibán Javier Cuadrado Alonso，1979年2月21日—）是一名西班牙已退役足球运动员，曾效力于中国足球超级联赛球队上海东亚及中國足球甲級聯賽貴州隊 ，司职中后卫。

## 俱乐部生涯
夸德拉多出自西班牙豪门巴塞罗那，但他在巴塞罗那期间主要效力于巴塞罗那B队，参加第二级别和第三级别联赛。1998年12月9日，他在欧洲冠军联赛小组赛巴塞罗那2比0击败丹麦球队布隆德比的最后时刻被球队主教练路易斯·范加尔派遣出场，得到一分钟的上场时间。
2001年，夸德拉多被巴塞罗那解约，之后加盟西乙球队皇家穆爾西亞。他在皇家穆爾西亞呆了7个赛季，帮助球队在两度升级到西甲联赛（2003/04赛季和2007/08赛季），但都在升级当赛季降级回到西乙联赛。在2007/08赛季，夸德拉多仅代表皇家穆爾西亞在西甲联赛出场10次，在球队降级后，他加盟西甲联赛的升班马马拉加。在马拉加，他主要被用作替补中后卫，效力球队一个半赛季仅在联赛出场19次。2010年1月14日，夸德拉多转会到西乙球队巴列卡诺。 4天后，他在埃尔库莱斯的比赛中首次代表巴列卡诺出场，但在比赛中自摆乌龙，最终双方战成4比4平。他在下半赛季为巴列卡诺出场6次。
在巴列卡诺半年不成功的经历后，31岁的夸德拉多转投另一支西乙球队庞费拉迪纳。 作为球队的主力中后卫，夸德拉多在联赛出场31次，但未能挽救球队降级到第三级别联赛的命运。2011年夏季，他回到家乡并加盟在第三级别作赛的萨拉曼卡。在萨拉曼卡效力一个赛季后，他没有和球队续约，在2012年夏季成为自由球员。
2013年1月，夸德拉多在代表失业球员组成的西班牙球员工会队和中国足球超级联赛升班马上海东亚的友谊赛中表现出色，被徐根宝相中并在上海东亚试训成功，在月底正式和上海东亚签约。

## 荣誉
皇家穆爾西亞
- 西班牙足球乙级联赛：2002/03